# Telesettelaghi
Telesettelaghi è stata un'emittente televisiva italiana con sede a Gavirate, in provincia di Varese, e che trasmetteva in Lombardia e Piemonte.

## Storia
Nata nel 1984 da Tele Gavirate Riviera (attiva già dal 1979), negli anni ha potenziato il proprio segnale acquisendo frequenze che le hanno permesso di arrivare a coprire parte della Lombardia occidentale e tutto il Piemonte.
Il palinsesto prevede la produzione di cinque edizioni del telegiornale con l'informazione locale, programmi di approfondimento delle istituzioni e delle realtà locali, cinema e trasmissioni in diretta di avvenimenti sportivi locali. In particolare il canale trasmette in esclusiva gli incontri della Futura Volley Busto Arsizio (squadra di pallavolo femminile), della Pallacanestro Varese e del Varese (le dirette del campionato di serie B).
Il 28 febbraio 2021 cessa definitivamente le trasmissioni.

## Programmi

### Informazione
- Agriprealpi,  settimanale dell'Unione Provinciale Agricoltori di Varese
- CCIAA Varese, settimanale della Camera di Commercio di Varese
- Comunews, programma Istituzionale di informazione del Comune di Varese
- Cunta Sü, trasmissione sulle realtà socio-culturali e artistiche della Lombardia
- Il coccio, settimanale di opinione condotto da Robertino Ghiringhelli
- Porte aperte a Palazzo Lascaris, trasmissione istituzionale del Consiglio Regionale del Piemonte
- TG7, cinque edizioni giornaliere del telegiornale con l'informazione locale
- SettePiù, settimanale di approfondimento del TG7

### Sport
- Basketball, rubrica di basket
- Calcio dilettanti, le partite di calcio dei campionati per dilettanti
- Futura volley, tutte le partite del campionato di Serie A della Futura Volley Busto Arsizio.
- L'ora del Gool, rubrica di calcio
- Pallacanestro Varese, tutte le partite della squadra Pallacanestro Varese.
- Just sport, settimanale di informazione sportiva